# Čavle
Čavle (italsky Zaule di Liburnia) jsou vesnice a správní středisko stejnojmenné opčiny v Chorvatsku v Přímořsko-gorskokotarské župě. Nachází se 6 km severovýchodně od Rijeky. V roce 2011 žilo v Čavlích 1 358 obyvatel, v celé opčině pak 7 220 obyvatel.
Opčina zahrnuje celkem 10 vesnic. Největší vesnicí v opčině je Buzdohanj, avšak jejím správním střediskem jsou Čavle.
- Buzdohanj – 1 517 obyvatel
- Cernik – 1 397 obyvatel
- Čavle – 1 358 obyvatel
- Grobnik – 421 obyvatel
- Ilovik – 14 obyvatel
- Mavrinci – 1 021 obyvatel
- Podčudnič – 470 obyvatel
- Podrvanj – 461 obyvatel
- Soboli – 172 obyvatel
- Zastenice – 389 obyvatel

Nejdůležitější silnicí v opčině je silnice D3.